# Julien Stevens
Julien Stevens (ur. 25 lutego 1943 w Mechelen) – belgijski kolarz szosowy i torowy, srebrny medalista szosowych mistrzostw świata.

## Kariera
Największy sukces w karierze Julien Stevens osiągnął w 1969 roku, kiedy zdobył srebrny medal w wyścigu ze startu wspólnego podczas szosowych mistrzostw świata w Zolder. W zawodach tych wyprzedził go jedynie Holender Harm Ottenbros, a trzecie miejsce zajął Włoch Michele Dancelli. W tej samej konkurencji był dziewiąty wśród amatorów podczas mistrzostw świata w Ronse w 1963 roku. Ponadto wygrał między innymi Tour de la Province de Liège w 1962 roku, Omloop van Midden-Brabant w 1966 roku, Grand Prix Pino Cerami w 1968 roku oraz Omloop Hageland-Zuiderkempen w latach 1969 i 1970. Czterokrotnie startował w Tour de France, wygrywając łącznie dwa etapy. Najlepiej wypadł w 1969 roku, kiedy zajął 72. miejsce w klasyfikacji generalnej. Trzy razy brał udział w Vuelta a Espana, wygrywając jeden etap w 1975 roku i zajmując 34. miejsce w klasyfikacji generalnej rok wcześniej. Zajął też 108. miejsce w Giro d'Italia. Nigdy nie wystąpił na igrzyskach olimpijskich. Startował także w kolarstwie torowym, kilkakrotnie zdobywając medale mistrzostw kraju, w tym cztery złote. W 1977 roku zakończył karierę.